# Чемпіонат Європи з баскетболу 2013 серед 16-річних
Чемпіонат Європи з баскетболу 2013 серед 16-річних (англ. FIBA Europe U-16 European Championship Men) — 27-й розіграш чемпіонату Європи з баскетболу, що пройшов з 8 по 18 серпня 2013 року у Києві, Україна. У фінальній частині змагалися 16 національних збірних.

## Команди
- Бельгія  (Переможець чемпіонату Європи з баскетболу 2012 серед 16-річних у дивізіоні B)
- Хорватія
- Іспанія
- Франція
- Німеччина
- Греція
- Італія
- Латвія
- Литва
- Чорногорія  (Срібний призер чемпіонату Європи з баскетболу 2012 серед 16-річних у дивізіоні B)
- Польща
- Росія
- Сербія
- Швеція  (Бронзовий призер чемпіонату Європи з баскетболу 2012 серед 16-річних у дивізіоні B)
- Туреччина
- Україна

## Перший раунд
Жеребкування груп першого раунду було проведено 8 грудня 2012 року у Фрайзінгу, Німеччина. У цьому раунді шістнадцять команд розбиваються на чотири групи по чотири команди у кожній. Три найкращі команди з кожної групи проходять у класифікаційний раунд. Команди, що зайняли останні місця, спочатку потрапляють у кваліфікаційну групу G, потім у плей-оф за 9–16 місця.
|  | Команда пройшла до другого раунду            |
|  | Команда потрапила до кваліфікаційної групи G |

### Група A
| Команда | І | В | П | ОН  | ОП  | РО  | О |
| ------- | - | - | - | --- | --- | --- | - |
| Греція  | 3 | 3 | 0 | 188 | 155 | +33 | 6 |
| Іспанія | 3 | 2 | 1 | 210 | 178 | +32 | 5 |
| Росія   | 3 | 1 | 2 | 188 | 219 | −31 | 4 |
| Бельгія | 3 | 0 | 3 | 177 | 211 | −34 | 3 |

| 8 серпня 2013 14:15 | Протокол | Росія                                                                | 60–87 | Іспанія                                                                             |  | Палац спорту (Київ) Глядачів: 750 Судді: Александар Глісіч (Сербія), Клеменс Фріц (Німеччина), Іраклі Берішвілі (Грузії) |
| 8 серпня 2013 14:15 | Протокол | Рахунок за чвертями: 13–22, 9–29, 27–16, 11–20                       |       |                                                                                     |  | Палац спорту (Київ) Глядачів: 750 Судді: Александар Глісіч (Сербія), Клеменс Фріц (Німеччина), Іраклі Берішвілі (Грузії) |
| 8 серпня 2013 14:15 | Протокол | Очки: Тимофій Якушин 15 Підб.: Ілля Карпенков 8 РП: Тимофій Якушин 4 |       | Очки: Хав'єр Лопес-Аростегуй 19 Підб.: Хайме Соролла 8 РП: Хав'єр Лопес-Аростегуй 4 |  | Палац спорту (Київ) Глядачів: 750 Судді: Александар Глісіч (Сербія), Клеменс Фріц (Німеччина), Іраклі Берішвілі (Грузії) |

| 8 серпня 2013 21:30 | Протокол | Бельгія                                                                             | 52–63 | Греція                                                                               |  | Палац спорту (Київ) Глядачів: 220 Судді: Мілош Коленсіч (Чорногорія), Чипріан Стойка (Румунія), Saulius Racys (SWE) |
| 8 серпня 2013 21:30 | Протокол | Рахунок за чвертями: 11-14, 17-22, 8-13, 16-14                                      |       |                                                                                      |  | Палац спорту (Київ) Глядачів: 220 Судді: Мілош Коленсіч (Чорногорія), Чипріан Стойка (Румунія), Saulius Racys (SWE) |
| 8 серпня 2013 21:30 | Протокол | Очки: Томас Ак'язілі 21 Підб.: Сігфредо Касеро 5 РП: Томас Ак'язілі, Томас Мадокі 3 |       | Очки: Георгіос Папагіанніс 16 Підб.: Георгіос Папагіанніс 11 РП: Діонісіс Скулідас 5 |  | Палац спорту (Київ) Глядачів: 220 Судді: Мілош Коленсіч (Чорногорія), Чипріан Стойка (Румунія), Saulius Racys (SWE) |

| 9 серпня 2013 16:30 | Протокол | Греція                                                                           | 68–60 | Росія                                                               |  | Палац спорту (Київ) Глядачів: 300 Судді: Regis Bardera (FRA), Matej Spendl (SLO), Ventsislav Velikov (BUL) |
| 9 серпня 2013 16:30 | Протокол | Рахунок за чвертями: 17-9, 17-17, 11-17, 23-17                                   |       |                                                                     |  | Палац спорту (Київ) Глядачів: 300 Судді: Regis Bardera (FRA), Matej Spendl (SLO), Ventsislav Velikov (BUL) |
| 9 серпня 2013 16:30 | Протокол | Очки: Дімітріс Фліоніс 16 Підб.: Георгіос Папагіанніс 13 РП: Діонісіс Скулідас 5 |       | Очки: Тимофій Якушин 19 Підб.: Ілля Карпенков 10 РП: Андрій Сопін 3 |  | Палац спорту (Київ) Глядачів: 300 Судді: Regis Bardera (FRA), Matej Spendl (SLO), Ventsislav Velikov (BUL) |

| 9 серпня 2013 18:45 | Протокол | Іспанія                                                                                               | 80–61 | Бельгія                                                        |  | Палац спорту (Київ) Глядачів: 1450 Судді: Janusz Calik (POL), Mindaugas Vecerskis (LTU), Yener Yilmaz (TUR) |
| 9 серпня 2013 18:45 | Протокол | Рахунок за чвертями: 18-20, 15-15, 23-7, 24-19                                                        |       |                                                                |  | Палац спорту (Київ) Глядачів: 1450 Судді: Janusz Calik (POL), Mindaugas Vecerskis (LTU), Yener Yilmaz (TUR) |
| 9 серпня 2013 18:45 | Протокол | Очки: Рамон Віла 17 Підб.: Самуель Родрігес, Рамон Віла 8 РП: Хав'єр Лопес-Аростегуй, Сантьяго Юста 4 |       | Очки: Томас Ак'язілі 22 Підб.: Тібо Вервурт 6 РП: 4 гравці з 2 |  | Палац спорту (Київ) Глядачів: 1450 Судді: Janusz Calik (POL), Mindaugas Vecerskis (LTU), Yener Yilmaz (TUR) |

| 10 серпня 2013 14:15 | Протокол | Бельгія                                                                             | 64–68 | Росія                                                                 |  | Палац спорту (Київ) Глядачів: 250 Судді: Мілош Коленсіч (Чорногорія), Yener Yilmaz (TUR), Чипріан Стойка (Румунія) |
| 10 серпня 2013 14:15 | Протокол | Рахунок за чвертями: 14-19, 11-9, 21-12, 18-28                                      |       |                                                                       |  | Палац спорту (Київ) Глядачів: 250 Судді: Мілош Коленсіч (Чорногорія), Yener Yilmaz (TUR), Чипріан Стойка (Румунія) |
| 10 серпня 2013 14:15 | Протокол | Очки: Томас Ак'язілі 21 Підб.: Томас Ак'язілі 7 РП: Томас Ак'язілі, Мохамед Ріахі 4 |       | Очки: Ілля Карпенков 21 Підб.: Ілля Карпенков 13 РП: Тимофій Якушин 5 |  | Палац спорту (Київ) Глядачів: 250 Судді: Мілош Коленсіч (Чорногорія), Yener Yilmaz (TUR), Чипріан Стойка (Румунія) |

| 10 серпня 2013 14:15 | Протокол | Іспанія                                                                 | 43–57 | Греція |  | Палац спорту (Київ) Глядачів: 450 Судді: Александар Глісіч (Сербія), Клеменс Фріц (Німеччина), Christoph Rohacky (AUT) |
| 10 серпня 2013 14:15 | Протокол | Рахунок за чвертями: 14-8, 5-16, 10-14, 14-19                           |       | |  | Палац спорту (Київ) Глядачів: 450 Судді: Александар Глісіч (Сербія), Клеменс Фріц (Німеччина), Christoph Rohacky (AUT) |
| 10 серпня 2013 14:15 | Протокол | Очки: Сантьяго Юста 17 Підб.: Рамон Віла 9 РП: Хав'єр Лопес-Аростегуй 4 |       | Очки: Васіліс Харалампопулос 14 Підб.: Васіліс Харалампопулос, Георгіос Папагіанніс 12 РП: Васіліс Харалампопулос, Дімітріс Фліоніс 3 |  | Палац спорту (Київ) Глядачів: 450 Судді: Александар Глісіч (Сербія), Клеменс Фріц (Німеччина), Christoph Rohacky (AUT) |

### Група B
| Команда   | І | В | П | ОН  | ОП  | РО  | О |
| --------- | - | - | - | --- | --- | --- | - |
| Туреччина | 3 | 3 | 0 | 211 | 166 | +45 | 6 |
| Німеччина | 3 | 2 | 1 | 192 | 180 | +12 | 5 |
| Литва     | 3 | 1 | 2 | 215 | 217 | −2  | 4 |
| Швеція    | 3 | 0 | 3 | 158 | 213 | −55 | 3 |

| 8 серпня 2013 14:15 | Протокол | Німеччина                                                      | 55–62 | Туреччина                                                                 |  | Палац спорту (Київ) Глядачів: 120 Судді: Oskars Lucis (LAT), Tomislav Hordov (CRO), Sergei Beliakov (RUS) |
| 8 серпня 2013 14:15 | Протокол | Рахунок за чвертями: 14-16, 9-16, 19-15, 13-15                 |       |                                                                           |  | Палац спорту (Київ) Глядачів: 120 Судді: Oskars Lucis (LAT), Tomislav Hordov (CRO), Sergei Beliakov (RUS) |
| 8 серпня 2013 14:15 | Протокол | Очки: Ніклас Кіель 12 Підб.: Ніклас Кіель 19 РП: Merz, Taras 3 |       | Очки: Фуркан Коркмаз 17 Підб.: Еркан Байрак 8 РП: Фуркан Коркмаз, Havsa 3 |  | Палац спорту (Київ) Глядачів: 120 Судді: Oskars Lucis (LAT), Tomislav Hordov (CRO), Sergei Beliakov (RUS) |

| 8 серпня 2013 18:45 | Протокол | Швеція                                                   | 64–80 | Литва                                                         |  | Палац спорту (Київ) Глядачів: 260 Судді: Mathieu Bayot (BEL), Nikolaos Somos (GRE), Navitalai Naivalu (FIJ) |
| 8 серпня 2013 18:45 | Протокол | Рахунок за чвертями: 12-13, 17-18, 17-25, 18-24          |       |                                                               |  | Палац спорту (Київ) Глядачів: 260 Судді: Mathieu Bayot (BEL), Nikolaos Somos (GRE), Navitalai Naivalu (FIJ) |
| 8 серпня 2013 18:45 | Протокол | Очки: Lecesne 18 Підб.: Lecesne 7 РП: Berkelund, Bodin 3 |       | Очки: Мартінас Варнас 19 Підб.: Stoma 6 РП: Мартінас Варнас 4 |  | Палац спорту (Київ) Глядачів: 260 Судді: Mathieu Bayot (BEL), Nikolaos Somos (GRE), Navitalai Naivalu (FIJ) |

| 9 серпня 2013 14:15 | Протокол | Литва                                                         | 68–71 | Німеччина                                                    |  | Палац спорту (Київ) Глядачів: 450 Судді: Benjamin Jimenez Trujillo (ESP), Roman Ponomarenko (UKR), Manuel Mazzoni (ITA) |
| 9 серпня 2013 14:15 | Протокол | Рахунок за чвертями: 19-17, 20-21, 13-22, 16-11               |       |                                                              |  | Палац спорту (Київ) Глядачів: 450 Судді: Benjamin Jimenez Trujillo (ESP), Roman Ponomarenko (UKR), Manuel Mazzoni (ITA) |
| 9 серпня 2013 14:15 | Протокол | Очки: Мартінас Варнас 24 Підб.: Stakeliunas 9 РП: Svambaris 4 |       | Очки: Ніклас Кіель 13 Підб.: Ніклас Кіель 15 РП: Beyschlag 4 |  | Палац спорту (Київ) Глядачів: 450 Судді: Benjamin Jimenez Trujillo (ESP), Roman Ponomarenko (UKR), Manuel Mazzoni (ITA) |

| 9 серпня 2013 21:00 | Протокол | Туреччина                                          | 67–44 | Швеція                                            |  | Палац спорту (Київ) Глядачів: 225 Судді: Sérgio Silva (POR), Gentian Cici (ALB), Christoph Rohacky (AUT) |
| 9 серпня 2013 21:00 | Протокол | Рахунок за чвертями: 17-13, 22-15, 21-10, 7-6      |       |                                                   |  | Палац спорту (Київ) Глядачів: 225 Судді: Sérgio Silva (POR), Gentian Cici (ALB), Christoph Rohacky (AUT) |
| 9 серпня 2013 21:00 | Протокол | Очки: Фуркан Коркмаз 25 Підб.: Arna 9 РП: Durmaz 3 |       | Очки: Lecesne 17 Підб.: Sjöberg 13 РП: Ericsson 3 |  | Палац спорту (Київ) Глядачів: 225 Судді: Sérgio Silva (POR), Gentian Cici (ALB), Christoph Rohacky (AUT) |

| 10 серпня 2013 16:30 | Протокол | Швеція                                         | 50–66 | Німеччина                                        |  | Палац спорту (Київ) Глядачів: 250 Судді: Tomislav Hordov (CRO), Nikolaos Somos (GRE), Sergei Beliakov (RUS) |
| 10 серпня 2013 16:30 | Протокол | Рахунок за чвертями: 10-9, 9-26, 16-18, 15-13  |       |                                                  |  | Палац спорту (Київ) Глядачів: 250 Судді: Tomislav Hordov (CRO), Nikolaos Somos (GRE), Sergei Beliakov (RUS) |
| 10 серпня 2013 16:30 | Протокол | Очки: Berkelund 17 Підб.: Bodin 9 РП: Sjölin 5 |       | Очки: Taras 10 Підб.: Hübner, Taras 7 РП: Merz 3 |  | Палац спорту (Київ) Глядачів: 250 Судді: Tomislav Hordov (CRO), Nikolaos Somos (GRE), Sergei Beliakov (RUS) |

| 10 серпня 2013 18:45 | Протокол | Туреччина                                          | 82–67 | Литва                                                       |  | Палац спорту (Київ) Глядачів: 220 Судді: Oskars Lucis (LAT), Mathieu Bayot (BEL), Іраклі Берішвілі (Грузії) |
| 10 серпня 2013 18:45 | Протокол | Рахунок за чвертями: 19-24, 18-10, 20-21, 25-12    |       |                                                             |  | Палац спорту (Київ) Глядачів: 220 Судді: Oskars Lucis (LAT), Mathieu Bayot (BEL), Іраклі Берішвілі (Грузії) |
| 10 серпня 2013 18:45 | Протокол | Очки: Фуркан Коркмаз 29 Підб.: Arna 11 РП: Ülker 4 |       | Очки: Dieninis 20 Підб.: Мартінас Варнас 7 РП: Beliauskas 5 |  | Палац спорту (Київ) Глядачів: 220 Судді: Oskars Lucis (LAT), Mathieu Bayot (BEL), Іраклі Берішвілі (Грузії) |

### Група C
| Команда    | І | В | П | ОН  | ОП  | РО  | О |
| ---------- | - | - | - | --- | --- | --- | - |
| Сербія     | 3 | 3 | 0 | 191 | 165 | +26 | 6 |
| Франція    | 3 | 2 | 1 | 216 | 190 | +26 | 5 |
| Чорногорія | 3 | 1 | 2 | 183 | 192 | −9  | 4 |
| Польща     | 3 | 0 | 3 | 150 | 193 | −43 | 3 |

| 8 серпня 2013 16:30 | Протокол | Чорногорія                                                  | 54–43 | Польща                                            |  | Палац спорту (Київ) Глядачів: 750 Судді: Sérgio Silva (POR), Roman Ponomarenko (UKR), Christoph Rohacky (AUT) |
| 8 серпня 2013 16:30 | Протокол | Рахунок за чвертями: 10-10, 12-15, 12-11, 20-7              |       |                                                   |  | Палац спорту (Київ) Глядачів: 750 Судді: Sérgio Silva (POR), Roman Ponomarenko (UKR), Christoph Rohacky (AUT) |
| 8 серпня 2013 16:30 | Протокол | Очки: Bakić, Radonjić 10 Підб.: 3 гравці з 6 РП: Vukčević 4 |       | Очки: Majchrzak 9 Підб.: 3 гравці з 8 РП: Rerak 3 |  | Палац спорту (Київ) Глядачів: 750 Судді: Sérgio Silva (POR), Roman Ponomarenko (UKR), Christoph Rohacky (AUT) |

| 8 серпня 2013 18:45 | Протокол | Сербія                                                 | 60–59 | Франція                                            |  | Палац спорту (Київ) Глядачів: 220 Судді: Benjamin Jimenez Trujillo (ESP), Gentian Cici (ALB), Manuel Mazzoni (ITA) |
| 8 серпня 2013 18:45 | Протокол | Рахунок за чвертями: 12-9, 15-10, 24-21, 9-19          |       |                                                    |  | Палац спорту (Київ) Глядачів: 220 Судді: Benjamin Jimenez Trujillo (ESP), Gentian Cici (ALB), Manuel Mazzoni (ITA) |
| 8 серпня 2013 18:45 | Протокол | Очки: Стефан Пено 16 Підб.: Glišić 8 РП: Стефан Пено 8 |       | Очки: Gombauld 21 Підб.: Gombauld 11 РП: Leboeuf 5 |  | Палац спорту (Київ) Глядачів: 220 Судді: Benjamin Jimenez Trujillo (ESP), Gentian Cici (ALB), Manuel Mazzoni (ITA) |

| 9 серпня 2013 14:15 | Протокол | Франція                                             | 80–71 | Чорногорія                                                |  | Палац спорту (Київ) Глядачів: 50 Судді: Tomislav Hordov (CRO), Nikolaos Somos (GRE), Sergei Beliakov (RUS) |
| 9 серпня 2013 14:15 | Протокол | Рахунок за чвертями: 23-21, 26-10, 14-21, 17-19     |       |                                                           |  | Палац спорту (Київ) Глядачів: 50 Судді: Tomislav Hordov (CRO), Nikolaos Somos (GRE), Sergei Beliakov (RUS) |
| 9 серпня 2013 14:15 | Протокол | Очки: Gombauld 18 Підб.: Gombauld 14 РП: Ona Embo 3 |       | Очки: Čarapić, Radonjić 12 Підб.: Popović 9 РП: Čarapić 5 |  | Палац спорту (Київ) Глядачів: 50 Судді: Tomislav Hordov (CRO), Nikolaos Somos (GRE), Sergei Beliakov (RUS) |

| 9 серпня 2013 16:30 | Протокол | Польща                                                  | 48–62 | Сербія                                                         |  | Палац спорту (Київ) Глядачів: 450 Судді: Mathieu Bayot (BEL), Oskars Lucis (LAT), Іраклі Берішвілі (Грузії) |
| 9 серпня 2013 16:30 | Протокол | Рахунок за чвертями: 8-19, 13-15, 17-14, 10-14          |       |                                                                |  | Палац спорту (Київ) Глядачів: 450 Судді: Mathieu Bayot (BEL), Oskars Lucis (LAT), Іраклі Берішвілі (Грузії) |
| 9 серпня 2013 16:30 | Протокол | Очки: Ponitka 12 Підб.: Bender 5 РП: Scibisz, Ponitka 2 |       | Очки: Stojanović 11 Підб.: Stojanović, Kenić 9 РП: Jovanović 3 |  | Палац спорту (Київ) Глядачів: 450 Судді: Mathieu Bayot (BEL), Oskars Lucis (LAT), Іраклі Берішвілі (Грузії) |

| 10 серпня 2013 18:45 | Протокол | Чорногорія                                           | 58–69 | Сербія                                             |  | Палац спорту (Київ) Глядачів: 1190 Судді: Benjamin Jimenez Trujillo (ESP), Gentian Cici (ALB), Manuel Mazzoni (ITA) |
| 10 серпня 2013 18:45 | Протокол | Рахунок за чвертями: 16-17, 12-16, 13-16, 17-20      |       |                                                    |  | Палац спорту (Київ) Глядачів: 1190 Судді: Benjamin Jimenez Trujillo (ESP), Gentian Cici (ALB), Manuel Mazzoni (ITA) |
| 10 серпня 2013 18:45 | Протокол | Очки: Čarapić 17 Підб.: Lucic, Popović 5 РП: Lucic 4 |       | Очки: Glišić 26 Підб.: Glišić 13 РП: Стефан Пено 8 |  | Палац спорту (Київ) Глядачів: 1190 Судді: Benjamin Jimenez Trujillo (ESP), Gentian Cici (ALB), Manuel Mazzoni (ITA) |

| 10 серпня 2013 21:00 | Протокол | Франція                                           | 77–59 | Польща                                        |  | Палац спорту (Київ) Глядачів: 750 Судді: Sérgio Silva (POR), Roman Ponomarenko (UKR), Navitalai Naivalu (FIJ) |
| 10 серпня 2013 21:00 | Протокол | Рахунок за чвертями: 29-13, 18-14, 18-20, 12-12   |       |                                               |  | Палац спорту (Київ) Глядачів: 750 Судді: Sérgio Silva (POR), Roman Ponomarenko (UKR), Navitalai Naivalu (FIJ) |
| 10 серпня 2013 21:00 | Протокол | Очки: Ona Embo 19 Підб.: Gombauld 7 РП: Loubaki 4 |       | Очки: Sewioł 13 Підб.: Sewioł 7 РП: Ponitka 3 |  | Палац спорту (Київ) Глядачів: 750 Судді: Sérgio Silva (POR), Roman Ponomarenko (UKR), Navitalai Naivalu (FIJ) |

### Група D
| Команда  | І | В | П | ОН  | ОП  | РО  | О |
| -------- | - | - | - | --- | --- | --- | - |
| Хорватія | 3 | 3 | 0 | 236 | 186 | +50 | 6 |
| Італія   | 3 | 1 | 2 | 195 | 208 | −13 | 4 |
| Україна  | 3 | 1 | 2 | 206 | 217 | −11 | 4 |
| Латвія   | 3 | 1 | 2 | 172 | 198 | −26 | 4 |

| 8 серпня 2013 16:30 | Протокол | Італія                                                                                   | 64–91 | Хорватія                                                             |  | Палац спорту (Київ) Глядачів: 150 Судді: Janusz Calik (POL), Mindaugas Vecerskis (LTU), Ventsislav Velikov (BUL) |
| 8 серпня 2013 16:30 | Протокол | Рахунок за чвертями: 18-29, 16-23, 4-16, 26-23                                           |       |                                                                      |  | Палац спорту (Київ) Глядачів: 150 Судді: Janusz Calik (POL), Mindaugas Vecerskis (LTU), Ventsislav Velikov (BUL) |
| 8 серпня 2013 16:30 | Протокол | Очки: Андреа Ла Торре 21 Підб.: Андреа Ла Торре, Андреа Пеккія 5 РП: Нікола Саволделлі 2 |       | Очки: Slavica 22 Підб.: Zizic, 14 РП: Драган Бендер, Ловро Мазалін 5 |  | Палац спорту (Київ) Глядачів: 150 Судді: Janusz Calik (POL), Mindaugas Vecerskis (LTU), Ventsislav Velikov (BUL) |

| 8 серпня 2013 21:30 | Протокол | Україна                                                                                        | 78–61 | Латвія                                                         |  | Палац спорту (Київ) Глядачів: 1200 Судді: Regis Bardera (FRA), Matej Spendl (SLO), Yener Yilmaz (TUR) |
| 8 серпня 2013 21:30 | Протокол | Рахунок за чвертями: 21-14, 26-11, 13-15, 18-21                                                |       |                                                                |  | Палац спорту (Київ) Глядачів: 1200 Судді: Regis Bardera (FRA), Matej Spendl (SLO), Yener Yilmaz (TUR) |
| 8 серпня 2013 21:30 | Протокол | Очки: Святослав Михайлюк 26 Підб.: Святослав Михайлюк, Дмитро Берьозкін 11 РП: Віталій Зотов 6 |       | Очки: Strautins, 14 Підб.: 3 гравці з 7 РП: Krumins, Birkans 2 |  | Палац спорту (Київ) Глядачів: 1200 Судді: Regis Bardera (FRA), Matej Spendl (SLO), Yener Yilmaz (TUR) |

| 9 серпня 2013 18:45 | Протокол | Латвія                                                    | 56–54 | Італія                                                            |  | Палац спорту (Київ) Глядачів: 225 Судді: Александар Глісіч (Сербія), Мілош Коленсіч (Чорногорія), Navitalai Naivalu (FIJ) |
| 9 серпня 2013 18:45 | Протокол | Рахунок за чвертями: 10-18, 19-15, 12-5, 15-16            |       |                                                                   |  | Палац спорту (Київ) Глядачів: 225 Судді: Александар Глісіч (Сербія), Мілош Коленсіч (Чорногорія), Navitalai Naivalu (FIJ) |
| 9 серпня 2013 18:45 | Протокол | Очки: Strautins, 13 Підб.: Strautins, 11 РП: 3 гравці з 2 |       | Очки: Savoldelli, 14 Підб.: Bucarelli, Guariglia 8 РП: Moretti, 3 |  | Палац спорту (Київ) Глядачів: 225 Судді: Александар Глісіч (Сербія), Мілош Коленсіч (Чорногорія), Navitalai Naivalu (FIJ) |

| 9 серпня 2013 21:00 | Протокол | Хорватія                                        | 79–67 | Україна                                                                                    |  | Палац спорту (Київ) Глядачів: 1540 Судді: Клеменс Фріц (Німеччина), Чипріан Стойка (Румунія), Saulius Racys (SWE) |
| 9 серпня 2013 21:00 | Протокол | Рахунок за чвертями: 27-24, 14-14, 20-17, 18-12 |       |                                                                                            |  | Палац спорту (Київ) Глядачів: 1540 Судді: Клеменс Фріц (Німеччина), Чипріан Стойка (Румунія), Saulius Racys (SWE) |
| 9 серпня 2013 21:00 | Протокол | Очки: Slavica 26 Підб.: Zizic 15 РП: Mazalin 7  |       | Очки: Святослав Михайлюк 33 Підб.: Святослав Михайлюк, Сергій Павлов 9 РП: Віталій Зотов 5 |  | Палац спорту (Київ) Глядачів: 1540 Судді: Клеменс Фріц (Німеччина), Чипріан Стойка (Румунія), Saulius Racys (SWE) |

| 10 серпня 2013 16:30 | Протокол | Хорватія                                                            | 66–55 | Латвія                                           |  | Палац спорту (Київ) Глядачів: 450 Судді: Mindaugas Vecerskis (LTU), Regis Bardera (FRA), Ventsislav Velikov (BUL) |
| 10 серпня 2013 16:30 | Протокол | Рахунок за чвертями: 17-18, 16-9, 13-14, 20-14                      |       |                                                  |  | Палац спорту (Київ) Глядачів: 450 Судді: Mindaugas Vecerskis (LTU), Regis Bardera (FRA), Ventsislav Velikov (BUL) |
| 10 серпня 2013 16:30 | Протокол | Очки: Slavica, Mazalin 19 Підб.: Zubac, Zizic 10 РП: Lazic, Zubac 3 |       | Очки: Kohs 10 Підб.: Saulitis 7 РП: 3 гравці з 2 |  | Палац спорту (Київ) Глядачів: 450 Судді: Mindaugas Vecerskis (LTU), Regis Bardera (FRA), Ventsislav Velikov (BUL) |

| 10 серпня 2013 21:00 | Протокол | Україна                                                                        | 61–77 | Італія                                                                                   |  | Палац спорту (Київ) Глядачів: 600 Судді: Janusz Calik (POL), Matej Spendl (SLO), Saulius Racys (SWE) |
| 10 серпня 2013 21:00 | Протокол | Рахунок за чвертями: 9-19, 16-21, 20-20, 16-17                                 |       |                                                                                          |  | Палац спорту (Київ) Глядачів: 600 Судді: Janusz Calik (POL), Matej Spendl (SLO), Saulius Racys (SWE) |
| 10 серпня 2013 21:00 | Протокол | Очки: Святослав Михайлюк 21 Підб.: Дмитро Берьозкін 7 РП: Святослав Михайлюк 3 |       | Очки: Moretti 24 Підб.: Андреа Ла Торре, Cattapan 9 РП: Валеріо Коста, Андреа Ла Торре 5 |  | Палац спорту (Київ) Глядачів: 600 Судді: Janusz Calik (POL), Matej Spendl (SLO), Saulius Racys (SWE) |

## Другий раунд
Дванадцять найсильніших команд з Першого раунду розподіляються на дві групи по шість команд у кожній. Чотири перші команди з кожної групи потрапляють у чвертьфінали. Дві останні команди кожної групи грають матчі за 9–16-те місця проти команд з Кваліфікаційної групи G.
|  | Команда проходить до чвертьфіналу       |
|  | Команда грає у плей-оф за 9–16-те місця |

### Група E
| Команда   | І | В | П | ОН  | ОП  | РО  | О  |
| --------- | - | - | - | --- | --- | --- | -- |
| Греція    | 5 | 5 | 0 | 314 | 259 | +55 | 10 |
| Туреччина | 5 | 3 | 2 | 329 | 302 | +27 | 8  |
| Німеччина | 5 | 3 | 2 | 321 | 337 | −16 | 8  |
| Іспанія   | 5 | 3 | 2 | 365 | 349 | +16 | 8  |
| Литва     | 5 | 1 | 4 | 364 | 384 | −20 | 6  |
| Росія     | 5 | 0 | 5 | 314 | 376 | −62 | 5  |

| 12 серпня 2013 16:30 | Протокол | Німеччина                                                      | 77–70 | Іспанія                                                                               |  | Палац спорту (Київ) Глядачів: 150 Судді: Александар Глісіч (Сербія), Mathieu Bayot (BEL), Іраклі Берішвілі (Грузії) |
| 12 серпня 2013 16:30 | Протокол | Рахунок за чвертями: 17-19, 24-14, 21-20, 15-17                |       |                                                                                       |  | Палац спорту (Київ) Глядачів: 150 Судді: Александар Глісіч (Сербія), Mathieu Bayot (BEL), Іраклі Берішвілі (Грузії) |
| 12 серпня 2013 16:30 | Протокол | Очки: Леон Кратцер 22 Підб.: Леон Кратцер 20 РП: Ніклас Кіль 2 |       | Очки: Сантьяго Юста 27 Підб.: Самуель Родрігес 8 РП: Серхі Гарсія, Самуель Родрігес 3 |  | Палац спорту (Київ) Глядачів: 150 Судді: Александар Глісіч (Сербія), Mathieu Bayot (BEL), Іраклі Берішвілі (Грузії) |

| 12 серпня 2013 16:30 | Протокол | Литва                                                                                            | 65–68 | Греція                                                                     | OT | Палац спорту (Київ) Глядачів: 550 Судді: Мілош Коленсіч (Чорногорія), Janusz Calik (POL), Matej Spendl (SLO) |
| 12 серпня 2013 16:30 | Протокол | Рахунок за чвертями: 14-23, 17-12, 21-12, 8-13 OT: 5-8                                           |       |                                                                            | OT | Палац спорту (Київ) Глядачів: 550 Судді: Мілош Коленсіч (Чорногорія), Janusz Calik (POL), Matej Spendl (SLO) |
| 12 серпня 2013 16:30 | Протокол | Очки: Мартінас Варнас 16 Підб.: Матас Андрушкявічюс 9 РП: Лаурінас Беляускас, Миколас Дієнініс 3 |       | Очки: Георгіос Папагіанніс 19 Підб.: 3 гравці з 10 РП: Антоніос Коніаріс 4 | OT | Палац спорту (Київ) Глядачів: 550 Судді: Мілош Коленсіч (Чорногорія), Janusz Calik (POL), Matej Spendl (SLO) |

| 12 серпня 2013 21:00 | Протокол | Росія                                                                               | 57–76 | Туреччина                                                         |  | Палац спорту (Київ) Глядачів: 650 Судді: Tomislav Hordov (CRO), Regis Bardera (FRA), Saulius Racys (SWE) |
| 12 серпня 2013 21:00 | Протокол | Рахунок за чвертями: 12-19, 15-5, 11-29, 19-23                                      |       |                                                                   |  | Палац спорту (Київ) Глядачів: 650 Судді: Tomislav Hordov (CRO), Regis Bardera (FRA), Saulius Racys (SWE) |
| 12 серпня 2013 21:00 | Протокол | Очки: Ілля Карпенков, Тимофій Якушин 11 Підб.: Дмитро Биков 6 РП: Дмитро Добринін 6 |       | Очки: Фуркан Коркмаз 22 Підб.: Егехан Арна 7 РП: Фуркан Коркмаз 5 |  | Палац спорту (Київ) Глядачів: 650 Судді: Tomislav Hordov (CRO), Regis Bardera (FRA), Saulius Racys (SWE) |

| 13 серпня 2013 16:30 | Протокол | Литва                                                                   | 74–68 | Росія                                                                  |  | Палац спорту (Київ) Глядачів: 180 Судді: Александар Глісіч (Сербія), Roman Ponomarenko (UKR), Navitalai Naivalu (FIJ) |
| 13 серпня 2013 16:30 | Протокол | Рахунок за чвертями: 15-10, 18-15, 23-22, 18-21                         |       |                                                                        |  | Палац спорту (Київ) Глядачів: 180 Судді: Александар Глісіч (Сербія), Roman Ponomarenko (UKR), Navitalai Naivalu (FIJ) |
| 13 серпня 2013 16:30 | Протокол | Очки: Мартінас Варнас 19 Підб.: Мартінас Еходас 7 РП: Мартінас Варнас 5 |       | Очки: Тимофій Якушин 16 Підб.: Ілля Карпенков 10 РП: Дмитро Добринін 4 |  | Палац спорту (Київ) Глядачів: 180 Судді: Александар Глісіч (Сербія), Roman Ponomarenko (UKR), Navitalai Naivalu (FIJ) |

| 13 серпня 2013 16:30 | Протокол | Греція                                                                                                 | 68–47 | Німеччина                                                   |  | Палац спорту (Київ) Глядачів: 70 Судді: Tomislav Hordov (CRO), Gentian Cici (ALB), Christoph Rohacky (AUT) |
| 13 серпня 2013 16:30 | Протокол | Рахунок за чвертями: 19-14, 19-10, 14-13, 16-10                                                        |       |                                                             |  | Палац спорту (Київ) Глядачів: 70 Судді: Tomislav Hordov (CRO), Gentian Cici (ALB), Christoph Rohacky (AUT) |
| 13 серпня 2013 16:30 | Протокол | Очки: Васіліс Харалампопулос 16 Підб.: Георгіос Папагіанніс, Діонісіс Скулідас 7 РП: Васіліс Муратос 8 |       | Очки: Марсель Кесен 14 Підб.: 3 гравці з 5 РП: Луїс Фігге 3 |  | Палац спорту (Київ) Глядачів: 70 Судді: Tomislav Hordov (CRO), Gentian Cici (ALB), Christoph Rohacky (AUT) |

| 13 серпня 2013 18:45 | Протокол | Іспанія                                                             | 70–65 | Туреччина                                                         |  | Палац спорту (Київ) Глядачів: 225 Судді: Мілош Коленсіч (Чорногорія), Manuel Mazzoni (ITA), Matej Spendl (SLO) |
| 13 серпня 2013 18:45 | Протокол | Рахунок за чвертями: 15-11, 21-13, 22-22, 12-19                     |       |                                                                   |  | Палац спорту (Київ) Глядачів: 225 Судді: Мілош Коленсіч (Чорногорія), Manuel Mazzoni (ITA), Matej Spendl (SLO) |
| 13 серпня 2013 18:45 | Протокол | Очки: Сантьяго Юста 13 Підб.: Самуель Родрігес 12 РП: Пабло Перес 7 |       | Очки: Фуркан Коркмаз 31 Підб.: Фуркан Коркмаз 10 РП: 3 гравці з 3 |  | Палац спорту (Київ) Глядачів: 225 Судді: Мілош Коленсіч (Чорногорія), Manuel Mazzoni (ITA), Matej Spendl (SLO) |

| 14 серпня 2013 16:30 | Протокол | Німеччина                                                    | 71–69 | Росія |  | Палац спорту (Київ) Глядачів: 200 Судді: Мілош Коленсіч (Чорногорія), Manuel Mazzoni (ITA), Ventsislav Velikov (BUL) |
| 14 серпня 2013 16:30 | Протокол | Рахунок за чвертями: 14-18, 17-12, 18-23, 22-16              |       | |  | Палац спорту (Київ) Глядачів: 200 Судді: Мілош Коленсіч (Чорногорія), Manuel Mazzoni (ITA), Ventsislav Velikov (BUL) |
| 14 серпня 2013 16:30 | Протокол | Очки: Леон Кратцер 19 Підб.: Леон Кратцер 14 РП: Якоб Мерц 5 |       | Очки: Олег Стародубов 15 Підб.: Олег Стародубов, Олександр Сап'янов 5 РП: Дмитро Добринін, Тимофій Якушин 5 |  | Палац спорту (Київ) Глядачів: 200 Судді: Мілош Коленсіч (Чорногорія), Manuel Mazzoni (ITA), Ventsislav Velikov (BUL) |

| 14 серпня 2013 18:45 | Протокол | Туреччина                                                     | 44–53 | Греція                                                                                   |  | Палац спорту (Київ) Глядачів: 750 Судді: Александар Глісіч (Сербія), Roman Ponomarenko (UKR), Janusz Calik (POL) |
| 14 серпня 2013 18:45 | Протокол | Рахунок за чвертями: 15-11, 5-13, 9-12, 15-17                 |       |                                                                                          |  | Палац спорту (Київ) Глядачів: 750 Судді: Александар Глісіч (Сербія), Roman Ponomarenko (UKR), Janusz Calik (POL) |
| 14 серпня 2013 18:45 | Протокол | Очки: Енес Таскіран 16 Підб.: Егехан Арна 7 РП: Кавіт Хавса 4 |       | Очки: Георгіос Папагіанніс 16 Підб.: Георгіос Папагіанніс 9 РП: Васіліс Харалампопулос 3 |  | Палац спорту (Київ) Глядачів: 750 Судді: Александар Глісіч (Сербія), Roman Ponomarenko (UKR), Janusz Calik (POL) |

| 14 серпня 2013 21:00 | Протокол | Іспанія                                                                                               | 95–90 | Литва                                                                    |  | Палац спорту (Київ) Глядачів: 143 Судді: Tomislav Hordov (CRO), Regis Bardera (FRA), Saulius Racys (SWE) |
| 14 серпня 2013 21:00 | Протокол | Рахунок за чвертями: 26-22, 29-16, 21-18, 19-34                                                       |       |                                                                          |  | Палац спорту (Київ) Глядачів: 143 Судді: Tomislav Hordov (CRO), Regis Bardera (FRA), Saulius Racys (SWE) |
| 14 серпня 2013 21:00 | Протокол | Очки: Хав'єр Лопес-Аростегуй 19 Підб.: Хав'єр Лопес-Аростегуй, Хайме Соролла 8 РП: Самуель Родрігес 4 |       | Очки: Мартінас Варнас 23 Підб.: Мартінас Варнас 12 РП: Мартінас Варнас 7 |  | Палац спорту (Київ) Глядачів: 143 Судді: Tomislav Hordov (CRO), Regis Bardera (FRA), Saulius Racys (SWE) |

### Група F
| Команда    | І | В | П | ОН  | ОП  | РО   | О  |
| ---------- | - | - | - | --- | --- | ---- | -- |
| Хорватія   | 5 | 5 | 0 | 417 | 311 | +106 | 10 |
| Сербія     | 5 | 4 | 1 | 353 | 292 | +61  | 9  |
| Італія     | 5 | 3 | 2 | 339 | 354 | −15  | 8  |
| Франція    | 5 | 2 | 3 | 329 | 331 | −2   | 7  |
| Україна    | 5 | 1 | 4 | 326 | 384 | −58  | 6  |
| Чорногорія | 5 | 0 | 5 | 325 | 417 | −92  | 5  |

| 12 серпня 2013 18:45 | Протокол | Італія                                            | 63–60 | Франція                                          |  | Палац спорту (Київ) Глядачів: 225 Судді: Oskars Lucis (LAT), Mindaugas Vecerskis (LTU), Christoph Rohacky (AUT) |
| 12 серпня 2013 18:45 | Протокол | Рахунок за чвертями: 9-14, 16-15, 15-12, 23-19    |       |                                                  |  | Палац спорту (Київ) Глядачів: 225 Судді: Oskars Lucis (LAT), Mindaugas Vecerskis (LTU), Christoph Rohacky (AUT) |
| 12 серпня 2013 18:45 | Протокол | Очки: Moretti 17 Підб.: Cattapan 12 РП: Moretti 4 |       | Очки: Loubaki 14 Підб.: Noua 17 РП: 4 гравці з 2 |  | Палац спорту (Київ) Глядачів: 225 Судді: Oskars Lucis (LAT), Mindaugas Vecerskis (LTU), Christoph Rohacky (AUT) |

| 12 серпня 2013 18:45 | Протокол | Україна                                                                     | 50–85 | Сербія                                                |  | Палац спорту (Київ) Глядачів: 1230 Судді: Sérgio Silva (POR), Yener Yilmaz (TUR), Ventsislav Velikov (BUL) |
| 12 серпня 2013 18:45 | Протокол | Рахунок за чвертями: 13-19, 9-24, 14-23, 14-19                              |       |                                                       |  | Палац спорту (Київ) Глядачів: 1230 Судді: Sérgio Silva (POR), Yener Yilmaz (TUR), Ventsislav Velikov (BUL) |
| 12 серпня 2013 18:45 | Протокол | Очки: Святослав Михайлюк 16 Підб.: Ростислав Лунський 5 РП: Віталій Зотов 4 |       | Очки: 4 гравці по 12 Підб.: Glisic 10 РП: Jovanovic 5 |  | Палац спорту (Київ) Глядачів: 1230 Судді: Sérgio Silva (POR), Yener Yilmaz (TUR), Ventsislav Velikov (BUL) |

| 12 серпня 2013 21:00 | Протокол | Чорногорія                                      | 48–100 | Хорватія                                           |  | Палац спорту (Київ) Глядачів: 150 Судді: Benjamin Jimenez Trujillo (ESP), Sergei Beliakov (RUS), Nikolaos Somos (GRE) |
| 12 серпня 2013 21:00 | Протокол | Рахунок за чвертями: 12-23, 14-26, 12-29, 10-22 |        |                                                    |  | Палац спорту (Київ) Глядачів: 150 Судді: Benjamin Jimenez Trujillo (ESP), Sergei Beliakov (RUS), Nikolaos Somos (GRE) |
| 12 серпня 2013 21:00 | Протокол | Очки: Dubak 8 Підб.: Radonjić 7 РП: Dubak 2     |        | Очки: Žižić 17 Підб.: Žižić 11 РП: Драган Бендер 7 |  | Палац спорту (Київ) Глядачів: 150 Судді: Benjamin Jimenez Trujillo (ESP), Sergei Beliakov (RUS), Nikolaos Somos (GRE) |

| 13 серпня 2013 18:45 | Протокол | Україна                                                                      | 89–82 | Чорногорія                                      |  | Палац спорту (Київ) Глядачів: 1005 Судді: Клеменс Фріц (Німеччина), Oskars Lucis (LAT), Saulius Racys (SWE) |
| 13 серпня 2013 18:45 | Протокол | Рахунок за чвертями: 23-17, 25-13, 19-26, 22-26                              |       |                                                 |  | Палац спорту (Київ) Глядачів: 1005 Судді: Клеменс Фріц (Німеччина), Oskars Lucis (LAT), Saulius Racys (SWE) |
| 13 серпня 2013 18:45 | Протокол | Очки: Святослав Михайлюк 31 Підб.: Святослав Михайлюк 13 РП: Віталій Зотов 9 |       | Очки: Popovic 22 Підб.: Popovic 9 РП: Carapic 4 |  | Палац спорту (Київ) Глядачів: 1005 Судді: Клеменс Фріц (Німеччина), Oskars Lucis (LAT), Saulius Racys (SWE) |

| 13 серпня 2013 21:00 | Протокол | Сербія                                                         | 76–56 | Італія                                                       |  | Палац спорту (Київ) Глядачів: 225 Судді: Benjamin Jimenez Trujillo (ESP), Nikolaos Somos (GRE), Mathieu Bayot (BEL) |
| 13 серпня 2013 21:00 | Протокол | Рахунок за чвертями: 22-10, 25-17, 16-8, 13-21                 |       |                                                              |  | Палац спорту (Київ) Глядачів: 225 Судді: Benjamin Jimenez Trujillo (ESP), Nikolaos Somos (GRE), Mathieu Bayot (BEL) |
| 13 серпня 2013 21:00 | Протокол | Очки: Glisic 21 Підб.: Glisic 14 РП: Stojanovic, Miladinovic 4 |       | Очки: Guariglia, Testa 7 Підб.: Guariglia 5 РП: 4 гравці з 3 |  | Палац спорту (Київ) Глядачів: 225 Судді: Benjamin Jimenez Trujillo (ESP), Nikolaos Somos (GRE), Mathieu Bayot (BEL) |

| 13 серпня 2013 21:00 | Протокол | Франція                                               | 69–78 | Хорватія                                   |  | Палац спорту (Київ) Глядачів: 250 Судді: Sérgio Silva (POR), Janusz Calik (POL), Yener Yilmaz (TUR) |
| 13 серпня 2013 21:00 | Протокол | Рахунок за чвертями: 12-21, 24-19, 12-23, 21-15       |       |                                            |  | Палац спорту (Київ) Глядачів: 250 Судді: Sérgio Silva (POR), Janusz Calik (POL), Yener Yilmaz (TUR) |
| 13 серпня 2013 21:00 | Протокол | Очки: Gombauld 17 Підб.: Blaess, Loubaki 6 РП: Cham 4 |       | Очки: Zizic 22 Підб.: Zizic 9 РП: Skokna 6 |  | Палац спорту (Київ) Глядачів: 250 Судді: Sérgio Silva (POR), Janusz Calik (POL), Yener Yilmaz (TUR) |

| 14 серпня 2013 16:30 | Протокол | Хорватія                                        | 69–63 | Сербія                                                    |  | Палац спорту (Київ) Глядачів: 350 Судді: Oskars Lucis (LAT), Клеменс Фріц (Німеччина), Christoph Rohacky (AUT) |
| 14 серпня 2013 16:30 | Протокол | Рахунок за чвертями: 25-19, 15-14, 12-16, 17-14 |       |                                                           |  | Палац спорту (Київ) Глядачів: 350 Судді: Oskars Lucis (LAT), Клеменс Фріц (Німеччина), Christoph Rohacky (AUT) |
| 14 серпня 2013 16:30 | Протокол | Очки: Zizic 20 Підб.: Zizic 18 РП: Skokna 7     |       | Очки: Stojanovic 23 Підб.: Stojanovic 6 РП: 4 гравці по 2 |  | Палац спорту (Київ) Глядачів: 350 Судді: Oskars Lucis (LAT), Клеменс Фріц (Німеччина), Christoph Rohacky (AUT) |

| 14 серпня 2013 18:45 | Протокол | Італія                                                                     | 79–66 | Чорногорія                                              |  | Палац спорту (Київ) Глядачів: 225 Судді: Sérgio Silva (POR), Sergei Beliakov (RUS), Чипріан Стойка (Румунія) |
| 14 серпня 2013 18:45 | Протокол | Рахунок за чвертями: 22-23, 18-20, 21-7, 18-16                             |       |                                                         |  | Палац спорту (Київ) Глядачів: 225 Судді: Sérgio Silva (POR), Sergei Beliakov (RUS), Чипріан Стойка (Румунія) |
| 14 серпня 2013 18:45 | Протокол | Очки: Pecchia 22 Підб.: Rattalino, Андреа Ла Торре 8 РП: Андреа Ла Торре 7 |       | Очки: Popovic 14 Підб.: Popovic 9 РП: Cupara, Popovic 3 |  | Палац спорту (Київ) Глядачів: 225 Судді: Sérgio Silva (POR), Sergei Beliakov (RUS), Чипріан Стойка (Румунія) |

| 14 серпня 2013 21:00 | Протокол | Франція                                         | 61–59 | Україна                                                                                  |  | Палац спорту (Київ) Глядачів: 1050 Судді: Mindaugas Vecerskis (LTU), Mathieu Bayot (BEL), Matej Spendl (SLO) |
| 14 серпня 2013 21:00 | Протокол | Рахунок за чвертями: 17-16, 19-15, 12-11, 13-17 |       |                                                                                          |  | Палац спорту (Київ) Глядачів: 1050 Судді: Mindaugas Vecerskis (LTU), Mathieu Bayot (BEL), Matej Spendl (SLO) |
| 14 серпня 2013 21:00 | Протокол | Очки: Gombauld 17 Підб.: Noua 13 РП: Ona Embo 3 |       | Очки: Святослав Михайлюк 24 Підб.: Дмитро Берьозкін, Віталій Зотов 6 РП: Віталій Зотов 7 |  | Палац спорту (Київ) Глядачів: 1050 Судді: Mindaugas Vecerskis (LTU), Mathieu Bayot (BEL), Matej Spendl (SLO) |

## Кваліфікаційна група G
Остання команда з кожної групи на першому раунді змагається у кваліфікаційному раунді.
| Команда | І | В | П | ОН  | ОП  | РО  | О |
| ------- | - | - | - | --- | --- | --- | - |
| Польща  | 3 | 3 | 0 | 241 | 158 | +83 | 6 |
| Бельгія | 3 | 2 | 1 | 192 | 217 | −25 | 5 |
| Швеція  | 3 | 1 | 2 | 172 | 205 | −33 | 4 |
| Латвія  | 3 | 0 | 3 | 199 | 224 | −25 | 3 |

| 12 серпня 2013 14:15 | Протокол | Бельгія                                                              | 84–80 | Латвія                                          | OT | Палац спорту (Київ) Глядачів: 450 Судді: Клеменс Фріц (Німеччина), Gentian Cici (ALB), Чипріан Стойка (Румунія) |
| 12 серпня 2013 14:15 | Протокол | Рахунок за чвертями: 16-17, 17-19, 16-15, 22-20 OT: 13-9             |       |                                                 | OT | Палац спорту (Київ) Глядачів: 450 Судді: Клеменс Фріц (Німеччина), Gentian Cici (ALB), Чипріан Стойка (Румунія) |
| 12 серпня 2013 14:15 | Протокол | Очки: Томас Ак'язілі 27 Підб.: Томас Ак'язілі 6 РП: Томас Ак'язілі 5 |       | Очки: Birkans 20 Підб.: Birkans 8 РП: Birkans 6 | OT | Палац спорту (Київ) Глядачів: 450 Судді: Клеменс Фріц (Німеччина), Gentian Cici (ALB), Чипріан Стойка (Румунія) |

| 12 серпня 2013 14:15 | Протокол | Швеція                                        | 56–80 | Польща                                             |  | Палац спорту (Київ) Глядачів: 50 Судді: Roman Ponomarenko (UKR), Manuel Mazzoni (ITA), Navitalai Naivalu (FIJ) |
| 12 серпня 2013 14:15 | Протокол | Рахунок за чвертями: 8-13, 16-20, 9-22, 23-25 |       |                                                    |  | Палац спорту (Київ) Глядачів: 50 Судді: Roman Ponomarenko (UKR), Manuel Mazzoni (ITA), Navitalai Naivalu (FIJ) |
| 12 серпня 2013 14:15 | Протокол | Очки: Bodin 14 Підб.: Lecesne 9 РП: Lecesne 4 |       | Очки: Ponitka 25 Підб.: Sewiol 15 РП: 3 гравці з 4 |  | Палац спорту (Київ) Глядачів: 50 Судді: Roman Ponomarenko (UKR), Manuel Mazzoni (ITA), Navitalai Naivalu (FIJ) |

| 13 серпня 2013 14:15 | Протокол | Польща                                         | 83–43 | Бельгія                                            |  | Палац спорту (Київ) Глядачів: 150 Судді: Sergei Beliakov (RUS), Чипріан Стойка (Румунія), Ventsislav Velikov (BUL) |
| 13 серпня 2013 14:15 | Протокол | Рахунок за чвертями: 21-14, 22-8, 25-15, 15-6  |       |                                                    |  | Палац спорту (Київ) Глядачів: 150 Судді: Sergei Beliakov (RUS), Чипріан Стойка (Румунія), Ventsislav Velikov (BUL) |
| 13 серпня 2013 14:15 | Протокол | Очки: Sewiol 26 Підб.: Sewiol 12 РП: Scibisz 4 |       | Очки: Riahi 13 Підб.: Томас Ак'язілі 4 РП: Riahi 4 |  | Палац спорту (Київ) Глядачів: 150 Судді: Sergei Beliakov (RUS), Чипріан Стойка (Румунія), Ventsislav Velikov (BUL) |

| 13 серпня 2013 14:15 | Протокол | Латвія                                                     | 60–62 | Швеція                                                |  | Палац спорту (Київ) Глядачів: 50 Судді: Regis Bardera (FRA), Mindaugas Vecerskis (LTU), Іраклі Берішвілі (Грузії) |
| 13 серпня 2013 14:15 | Протокол | Рахунок за чвертями: 16-24, 22-10, 14-18, 8-10             |       |                                                       |  | Палац спорту (Київ) Глядачів: 50 Судді: Regis Bardera (FRA), Mindaugas Vecerskis (LTU), Іраклі Берішвілі (Грузії) |
| 13 серпня 2013 14:15 | Протокол | Очки: Birkans 17 Підб.: Strautins 14 РП: Birkans, Kokins 3 |       | Очки: Berkelund 14 Підб.: Johansson 7 РП: Brändmark 4 |  | Палац спорту (Київ) Глядачів: 50 Судді: Regis Bardera (FRA), Mindaugas Vecerskis (LTU), Іраклі Берішвілі (Грузії) |

| 14 серпня 2013 14:15 | Протокол | Бельгія                                        | 65–54 | Швеція                                               |  | Палац спорту (Київ) Глядачів: 150 Судді: Gentian Cici (ALB), Nikolaos Somos (GRE), Navitalai Naivalu (FIJ) |
| 14 серпня 2013 14:15 | Протокол | Рахунок за чвертями: 10-10, 14-8, 22-17, 19-19 |       |                                                      |  | Палац спорту (Київ) Глядачів: 150 Судді: Gentian Cici (ALB), Nikolaos Somos (GRE), Navitalai Naivalu (FIJ) |
| 14 серпня 2013 14:15 | Протокол | Очки: Casero 19 Підб.: Rogiers 7 РП: Riahi 4   |       | Очки: Lecesne 16 Підб.: Silveira 11 РП: 3 гравці з 3 |  | Палац спорту (Київ) Глядачів: 150 Судді: Gentian Cici (ALB), Nikolaos Somos (GRE), Navitalai Naivalu (FIJ) |

| 14 серпня 2013 14:15 | Протокол | Польща                                         | 78–59 | Латвія                                      |  | Палац спорту (Київ) Глядачів: 120 Судді: Benjamin Jimenez Trujillo (ESP), Yener Yilmaz (TUR), Іраклі Берішвілі (Грузії) |
| 14 серпня 2013 14:15 | Протокол | Рахунок за чвертями: 14-21, 19-9, 17-15, 28-14 |       |                                             |  | Палац спорту (Київ) Глядачів: 120 Судді: Benjamin Jimenez Trujillo (ESP), Yener Yilmaz (TUR), Іраклі Берішвілі (Грузії) |
| 14 серпня 2013 14:15 | Протокол | Очки: Ponitka 18 Підб.: Sewiol 7 РП: Walczak 6 |       | Очки: Zoriks 15 Підб.: Garoza 9 РП: Raimo 4 |  | Палац спорту (Київ) Глядачів: 120 Судді: Benjamin Jimenez Trujillo (ESP), Yener Yilmaz (TUR), Іраклі Берішвілі (Грузії) |

## Плей-оф за 9-16 місця
| 16 серпня 2013 14:15 | Протокол | Литва                                                                       | 83–74 | Латвія                                                              |  | Палац спорту (Київ) Глядачів: 120 Судді: Клеменс Фріц (Німеччина), Nikolaos Somos (GRE), Navitalai Naivalu (FIJ) |
| 16 серпня 2013 14:15 | Протокол | Рахунок за чвертями: 29-30, 15-15, 18-5, 21-24                              |       |                                                                     |  | Палац спорту (Київ) Глядачів: 120 Судді: Клеменс Фріц (Німеччина), Nikolaos Somos (GRE), Navitalai Naivalu (FIJ) |
| 16 серпня 2013 14:15 | Протокол | Очки: Тадас Седекерскіс 22 Підб.: Мартінас Еходас 11 РП: Якубас Свамбаріс 7 |       | Очки: Вернерс Кохс 19 Підб.: Карліс Гароза 11 РП: Ренарс Бірканьш 6 |  | Палац спорту (Київ) Глядачів: 120 Судді: Клеменс Фріц (Німеччина), Nikolaos Somos (GRE), Navitalai Naivalu (FIJ) |

| 16 серпня 2013 16:30 | Протокол | Росія                                                                  | 78–67 | Бельгія                                                                           |  | Палац спорту (Київ) Глядачів: 150 Судді: Александар Глісіч (Сербія), Saulius Racys (SWE), Іраклі Берішвілі (Грузії) |
| 16 серпня 2013 16:30 | Протокол | Рахунок за чвертями: 24-21, 21-12, 17-19, 16-15                        |       |                                                                                   |  | Палац спорту (Київ) Глядачів: 150 Судді: Александар Глісіч (Сербія), Saulius Racys (SWE), Іраклі Берішвілі (Грузії) |
| 16 серпня 2013 16:30 | Протокол | Очки: Тимофій Якушин 17 Підб.: Ілля Карпенков 11 РП: Дмитро Добринін 9 |       | Очки: Томас Ак'язілі 34 Підб.: Арне Ванлаєр, Томас Ак'язілі 5 РП: Мохамед Ріахі 3 |  | Палац спорту (Київ) Глядачів: 150 Судді: Александар Глісіч (Сербія), Saulius Racys (SWE), Іраклі Берішвілі (Грузії) |

| 16 серпня 2013 18:45 | Протокол | Україна                                                                     | 100–58 | Швеція                                                         |  | Палац спорту (Київ) Глядачів: 945 Судді: Tomislav Hordov (CRO), Manuel Mazzoni (ITA), Yener Yilmaz (TUR) |
| 16 серпня 2013 18:45 | Протокол | Рахунок за чвертями: 32-18, 23-19, 27-6, 18-15                              |        |                                                                |  | Палац спорту (Київ) Глядачів: 945 Судді: Tomislav Hordov (CRO), Manuel Mazzoni (ITA), Yener Yilmaz (TUR) |
| 16 серпня 2013 18:45 | Протокол | Очки: Святослав Михайлюк 28 Підб.: Святослав Михайлюк 9 РП: Віталій Зотов 5 |        | Очки: Крейг Лекесн 16 Підб.: Тобіас Сьоберг 6 РП: Якоб Бодін 4 |  | Палац спорту (Київ) Глядачів: 945 Судді: Tomislav Hordov (CRO), Manuel Mazzoni (ITA), Yener Yilmaz (TUR) |

| 16 серпня 2013 21:00 | Протокол | Чорногорія                                                        | 74–82 | Польща                                                             |  | Палац спорту (Київ) Глядачів: 560 Судді: Regis Bardera (FRA), Christoph Rohacky (AUT), Mathieu Bayot (BEL) |
| 16 серпня 2013 21:00 | Протокол | Рахунок за чвертями: 16-19, 25-22, 11-23, 22-18                   |       |                                                                    |  | Палац спорту (Київ) Глядачів: 560 Судді: Regis Bardera (FRA), Christoph Rohacky (AUT), Mathieu Bayot (BEL) |
| 16 серпня 2013 21:00 | Протокол | Очки: Огнєн Чарапіч 20 Підб.: Тодор Радоньїч 10 РП: 3 гравці по 2 |       | Очки: Віктор Севіол 21 Підб.: Віктор Севіол 11 РП: Пйотр Scibisz 5 |  | Палац спорту (Київ) Глядачів: 560 Судді: Regis Bardera (FRA), Christoph Rohacky (AUT), Mathieu Bayot (BEL) |

### Матчі класифікації за 13-16-те місця
| 17 серпня 2013 14:15 | Протокол | Швеція                                                           | 56–58 | Бельгія                                                     |  | Палац спорту (Київ) Глядачів: 120 Судді: Regis Bardera (FRA), Navitalai Naivalu (FIJ), Christoph Rohacky (AUT) |
| 17 серпня 2013 14:15 | Протокол | Рахунок за чвертями: 7-12, 20-17, 14-14, 15-15                   |       |                                                             |  | Палац спорту (Київ) Глядачів: 120 Судді: Regis Bardera (FRA), Navitalai Naivalu (FIJ), Christoph Rohacky (AUT) |
| 17 серпня 2013 14:15 | Протокол | Очки: Крейг Лекесн 19 Підб.: Тобіас Сьоберг 11 РП: 3 гравці по 2 |       | Очки: Тео Божан 14 Підб.: Мохамед Ріахі 6 РП: 3 гравці по 2 |  | Палац спорту (Київ) Глядачів: 120 Судді: Regis Bardera (FRA), Navitalai Naivalu (FIJ), Christoph Rohacky (AUT) |

| 17 серпня 2013 16:30 | Протокол | Латвія                                                                    | 71–69 | Чорногорія                                                          |  | Палац спорту (Київ) Глядачів: 120 Судді: Sergei Beliakov (RUS), Matej Spendl (SLO), Чипріан Стойка (Румунія) |
| 17 серпня 2013 16:30 | Протокол | Рахунок за чвертями: 17-12, 23-18, 16-29, 15-10                           |       |                                                                     |  | Палац спорту (Київ) Глядачів: 120 Судді: Sergei Beliakov (RUS), Matej Spendl (SLO), Чипріан Стойка (Румунія) |
| 17 серпня 2013 16:30 | Протокол | Очки: Артурс Страутіньш 20 Підб.: Ренарс Бірканьш 6 РП: Дзейкс Круміньш 5 |       | Очки: Нікола Вукчевіч 21 Підб.: Тодор Радоньїч 14 РП: Філіп Бакіч 5 |  | Палац спорту (Київ) Глядачів: 120 Судді: Sergei Beliakov (RUS), Matej Spendl (SLO), Чипріан Стойка (Румунія) |

### Матчі класифікації за 9-12-те місця
| 17 серпня 2013 18:45 | Протокол | Україна                                                                  | 77–69 | Росія                                                                 |  | Палац спорту (Київ) Глядачів: 890 Судді: Milos Koljensic (MNE), Nikolaos Somos (GRE), Ventsislav Velikov (BUL) |
| 17 серпня 2013 18:45 | Протокол | Рахунок за чвертями: 21-16, 15-11, 23-22, 18-20                          |       |                                                                       |  | Палац спорту (Київ) Глядачів: 890 Судді: Milos Koljensic (MNE), Nikolaos Somos (GRE), Ventsislav Velikov (BUL) |
| 17 серпня 2013 18:45 | Протокол | Очки: Святослав Михайлюк 20 Підб.: Анатолій Хітьов 7 РП: Віталій Зотов 4 |       | Очки: Ілля Карпенков 20 Підб.: Ілля Карпенков 11 РП: Тимофій Якушин 5 |  | Палац спорту (Київ) Глядачів: 890 Судді: Milos Koljensic (MNE), Nikolaos Somos (GRE), Ventsislav Velikov (BUL) |

| 17 серпня 2013 21:00 | Протокол | Литва                                                                    | 84–79 | Польща                                                                | OT | Палац спорту (Київ) Глядачів: 150 Судді: Benjamin Jimenez Trujillo (ESP), Yener Yilmaz (TUR), Іраклі Берішвілі (Грузії) |
| 17 серпня 2013 21:00 | Протокол | Рахунок за чвертями: 17-12, 19-13, 19-29, 12-13 OT: 17-12                |       |                                                                       | OT | Палац спорту (Київ) Глядачів: 150 Судді: Benjamin Jimenez Trujillo (ESP), Yener Yilmaz (TUR), Іраклі Берішвілі (Грузії) |
| 17 серпня 2013 21:00 | Протокол | Очки: Мартінас Еходас 23 Підб.: Мартінас Варнас 10 РП: Мартінас Варнас 5 |       | Очки: Марсель Понітка 22 Підб.: Мацей Бендер 10 РП: Марсель Понітка 5 | OT | Палац спорту (Київ) Глядачів: 150 Судді: Benjamin Jimenez Trujillo (ESP), Yener Yilmaz (TUR), Іраклі Берішвілі (Грузії) |

## Плей-оф за 1-8-ме місця
|  | Чвертьфінали           | Чвертьфінали           |                        |        | Півфінали   | Півфінали   |  |  | Фінал                  | Фінал |
|  |                        |                        |                        |        |             |             |  |  |                        |       |
|  | 16 серпня 2013 – 14:15 |                        |                        |        |             |             |  |  |                        |       |
|  |                        |                        |                        |        |             |             |  |  |                        |       |
|  | Греція                 | 42                     |                        |        |             |             |  |  |                        |       |
|  | Греція                 | 42                     | 17 серпня 2013 — 18:45 |        |             |             |  |  |                        |       |
|  | Франція                | 38                     |                        |        |             |             |  |  |                        |       |
|  | Франція                | 38                     | Греція                 | 49     |             |             |  |  |                        |       |
|  | 16 серпня 2013 — 21:00 |                        | Греція                 | 49     |             |             |  |  |                        |       |
|  |                        | Сербія                 | 65                     |        |             |             |  |  |                        |       |
|  | Сербія                 | Сербія                 | 65                     | 76     |             |             |  |  |                        |       |
|  | Сербія                 |                        | 18 серпня 2013 — 21:30 | 76     |             |             |  |  |                        |       |
|  | Німеччина              | 50                     |                        |        |             |             |  |  |                        |       |
|  | Німеччина              | 50                     | Сербія                 | 63     |             |             |  |  |                        |       |
|  | 16 серпня 2013 — 18:45 |                        | Сербія                 | 63     |             |             |  |  |                        |       |
|  |                        | Іспанія                | 65                     |        |             |             |  |  |                        |       |
|  | Хорватія               | Іспанія                | 65                     | 59     |             |             |  |  |                        |       |
|  | Хорватія               | 17 серпня 2013 — 21:00 |                        | 59     |             |             |  |  |                        |       |
|  | Іспанія                | 61                     |                        |        |             |             |  |  |                        |       |
|  | Іспанія                | 61                     | Іспанія                | 57     | Третє місце | Третє місце |  |  |                        |       |
|  | 16 серпня 2013 — 16:30 |                        | Іспанія                | 57     | Третє місце | Третє місце |  |  |                        |       |
|  |                        | Італія                 | 51                     |        |             |             |  |  |                        |       |
|  | Туреччина              | Італія                 | 51                     | 73     | Греція      | 78          |  |  |                        |       |
|  | Туреччина              |                        |                        | 73     | Греція      | 78          |  |  |                        |       |
|  | Італія                 | 82                     |                        | Італія | 50          |             |  |  |                        |       |
|  | Італія                 | 82                     |                        |        | 50          |             |  |  |                        |       |
|  |                        |                        |                        |        |             |             |  |  | 18 серпня 2013 — 18:45 |       |
|  |                        |                        |                        |        |             |             |  |  |                        |       |

### Чвертьфінали
| 16 серпня 2013 14:15 | Протокол | Греція                                                                                 | 42–38 | Франція                                              |  | Палац спорту (Київ) Глядачів: 200 Судді: Benjamin Jimenez Trujillo (ESP), Oskars Lucis (LAT), Ventsislav Velikov (BUL) |
| 16 серпня 2013 14:15 | Протокол | Рахунок за чвертями: 7-10, 6-10, 14-10, 15-8                                           |       |                                                      |  | Палац спорту (Київ) Глядачів: 200 Судді: Benjamin Jimenez Trujillo (ESP), Oskars Lucis (LAT), Ventsislav Velikov (BUL) |
| 16 серпня 2013 14:15 | Протокол | Очки: Васіліс Харалампопулос 14 Підб.: Георгіос Папагіанніс 13 РП: Антоніос Коніаріс 3 |       | Очки: Gombauld 9 Підб.: Gombauld 12 РП: 3 гравці з 2 |  | Палац спорту (Київ) Глядачів: 200 Судді: Benjamin Jimenez Trujillo (ESP), Oskars Lucis (LAT), Ventsislav Velikov (BUL) |

| 16 серпня 2013 16:30 | Протокол | Туреччина                                                        | 73–82 | Італія                                                                              |  | Палац спорту (Київ) Глядачів: 400 Судді: Milos Koljensic (MNE), Mindaugas Vecerskis (LTU), Matej Spendl (SLO) |
| 16 серпня 2013 16:30 | Протокол | Рахунок за чвертями: 19-21, 22-23, 11-15, 21-23                  |       |                                                                                     |  | Палац спорту (Київ) Глядачів: 400 Судді: Milos Koljensic (MNE), Mindaugas Vecerskis (LTU), Matej Spendl (SLO) |
| 16 серпня 2013 16:30 | Протокол | Очки: Фуркан Коркмаз 28 Підб.: Омер Юртсевен 8 РП: Arna, Havsa 4 |       | Очки: Андреа Ла Торре 28 Підб.: Андреа Ла Торре 11 РП: Андреа Ла Торре, Bucarelli 5 |  | Палац спорту (Київ) Глядачів: 400 Судді: Milos Koljensic (MNE), Mindaugas Vecerskis (LTU), Matej Spendl (SLO) |

| 16 серпня 2013 18:45 | Протокол | Хорватія                                                        | 59–61 | Іспанія                                                                                              |  | Палац спорту (Київ) Глядачів: 154 Судді: Sérgio Silva (POR), Gentian Cici (ALB), Roman Ponomarenko (UKR) |
| 16 серпня 2013 18:45 | Протокол | Рахунок за чвертями: 16-17, 5-19, 23-20, 15-5                   |       | |  | Палац спорту (Київ) Глядачів: 154 Судді: Sérgio Silva (POR), Gentian Cici (ALB), Roman Ponomarenko (UKR) |
| 16 серпня 2013 18:45 | Протокол | Очки: Ловро Мазалін 28 Підб.: 3 гравці з 19 РП: Драган Бендер 4 |       | Очки: Хав'єр Лопес-Аростегуй 21 Підб.: Самуель Родрігес 10 РП: Хав'єр Лопес-Аростегуй, Пабло Перес 4 |  | Палац спорту (Київ) Глядачів: 154 Судді: Sérgio Silva (POR), Gentian Cici (ALB), Roman Ponomarenko (UKR) |

| 16 серпня 2013 21:00 | Протокол | Сербія                                                      | 76–50 | Німеччина                                                |  | Палац спорту (Київ) Глядачів: 150 Судді: Sergei Beliakov (RUS), Janusz Calik (POL), Чипріан Стойка (Румунія) |
| 16 серпня 2013 21:00 | Протокол | Рахунок за чвертями: 18-8, 26-16, 14-16, 18-10              |       |                                                          |  | Палац спорту (Київ) Глядачів: 150 Судді: Sergei Beliakov (RUS), Janusz Calik (POL), Чипріан Стойка (Румунія) |
| 16 серпня 2013 21:00 | Протокол | Очки: Стефан Пено 23 Підб.: Стефан Пено 8 РП: Стефан Пено 9 |       | Очки: Beyschlag 12 Підб.: Ніклас Кіель 9 РП: Beyschlag 4 |  | Палац спорту (Київ) Глядачів: 150 Судді: Sergei Beliakov (RUS), Janusz Calik (POL), Чипріан Стойка (Румунія) |

#### Матчі класифікації за 5-8-ме місця
| 17 серпня 2013 14:15 | Протокол | Хорватія                                                   | 83–73 | Туреччина                                                 |  | Палац спорту (Київ) Глядачів: 200 Судді: Клеменс Фріц (Німеччина), Manuel Mazzoni (ITA), Janusz Calik (POL) |
| 17 серпня 2013 14:15 | Протокол | Рахунок за чвертями: 23-18, 24-20, 15-15, 21-20            |       |                                                           |  | Палац спорту (Київ) Глядачів: 200 Судді: Клеменс Фріц (Німеччина), Manuel Mazzoni (ITA), Janusz Calik (POL) |
| 17 серпня 2013 14:15 | Протокол | Очки: Ловро Мазалін 44 Підб.: Zizic 15 РП: Драган Бендер 6 |       | Очки: Фуркан Коркмаз 22 Підб.: Durmaz 11 РП: 3 гравці з 3 |  | Палац спорту (Київ) Глядачів: 200 Судді: Клеменс Фріц (Німеччина), Manuel Mazzoni (ITA), Janusz Calik (POL) |

| 17 серпня 2013 16:30 | Протокол | Франція                                                              | 58–53 | Німеччина                                                  |  | Палац спорту (Київ) Глядачів: 150 Судді: Александар Глісіч (Сербія), Roman Ponomarenko (UKR), Mindaugas Vecerskis (LTU) |
| 17 серпня 2013 16:30 | Протокол | Рахунок за чвертями: 14-10, 10-18, 18-10, 16-15                      |       |                                                            |  | Палац спорту (Київ) Глядачів: 150 Судді: Александар Глісіч (Сербія), Roman Ponomarenko (UKR), Mindaugas Vecerskis (LTU) |
| 17 серпня 2013 16:30 | Протокол | Очки: Gombauld 17 Підб.: Gombauld, Ona Embo 6 РП: Leboeuf, Loubaki 3 |       | Очки: Ніклас Кіль 12 Підб.: Леон Кратцер 7 РП: Якоб Мерц 3 |  | Палац спорту (Київ) Глядачів: 150 Судді: Александар Глісіч (Сербія), Roman Ponomarenko (UKR), Mindaugas Vecerskis (LTU) |

### Півфінали
| 17 серпня 2013 18:45 | Протокол | Греція                                                                              | 49–65 | Сербія                                                              |  | Палац спорту (Київ) Глядачів: 200 Судді: Sérgio Silva (POR), Gentian Cici (ALB), Saulius Racys (SWE) |
| 17 серпня 2013 18:45 | Протокол | Рахунок за чвертями: 11-13, 12-23, 13-17, 13-12                                     |       |                                                                     |  | Палац спорту (Київ) Глядачів: 200 Судді: Sérgio Silva (POR), Gentian Cici (ALB), Saulius Racys (SWE) |
| 17 серпня 2013 18:45 | Протокол | Очки: 3 гравці по 9 Підб.: Георгіос Папагіанніс 9 РП: Charalampopoulos, Skoulidas 2 |       | Очки: Milos Glisić 17 Підб.: David Miladinović 10 РП: Стефан Пено 6 |  | Палац спорту (Київ) Глядачів: 200 Судді: Sérgio Silva (POR), Gentian Cici (ALB), Saulius Racys (SWE) |

| 17 серпня 2013 21:00 | Протокол | Іспанія                                             | 57–51 | Італія                                                    |  | Палац спорту (Київ) Глядачів: 700 Судді: Tomislav Hordov (CRO), Oskars Lucis (LAT), Mathieu Bayot (BEL) |
| 17 серпня 2013 21:00 | Протокол | Рахунок за чвертями: 12-13, 10-15, 18-10, 17-13     |       |                                                           |  | Палац спорту (Київ) Глядачів: 700 Судді: Tomislav Hordov (CRO), Oskars Lucis (LAT), Mathieu Bayot (BEL) |
| 17 серпня 2013 21:00 | Протокол | Очки: Perez 15 Підб.: Yusta 8 РП: Lopez-Arosteguj 5 |       | Очки: Moretti 15 Підб.: Cattapan 10 РП: Андреа Ла Торре 4 |  | Палац спорту (Київ) Глядачів: 700 Судді: Tomislav Hordov (CRO), Oskars Lucis (LAT), Mathieu Bayot (BEL) |

## Фінальні класифікаційні ігри

### Матч за 15-те місце
| 18 серпня 2013 14:15 | Протокол | Чорногорія                                      | 78–72 | Швеція                                                |  | Палац спорту (Київ) Глядачів: 100 Судді: Sérgio Silva (POR), Mindaugas Vecerskis (LTU), Іраклі Берішвілі (Грузії) |
| 18 серпня 2013 14:15 | Протокол | Рахунок за чвертями: 19-22, 18-25, 17-15, 24-10 |       |                                                       |  | Палац спорту (Київ) Глядачів: 100 Судді: Sérgio Silva (POR), Mindaugas Vecerskis (LTU), Іраклі Берішвілі (Грузії) |
| 18 серпня 2013 14:15 | Протокол | Очки: Popović 34 Підб.: Popović 12 РП: Cupara 7 |       | Очки: Berkelund 15 Підб.: Silveira 11 РП: Brändmark 4 |  | Палац спорту (Київ) Глядачів: 100 Судді: Sérgio Silva (POR), Mindaugas Vecerskis (LTU), Іраклі Берішвілі (Грузії) |

### Матч за 13-те місце
| 18 серпня 2013 16:30 | Протокол | Латвія                                               | 73–62 | Бельгія                                                |  | Палац спорту (Київ) Глядачів: 120 Судді: Milos Koljensic (MNE), Saulius Racys (SWE), Ventsislav Velikov (BUL) |
| 18 серпня 2013 16:30 | Протокол | Рахунок за чвертями: 15-17, 15-13, 22-18, 21-14      |       |                                                        |  | Палац спорту (Київ) Глядачів: 120 Судді: Milos Koljensic (MNE), Saulius Racys (SWE), Ventsislav Velikov (BUL) |
| 18 серпня 2013 16:30 | Протокол | Очки: Strautins 17 Підб.: Strautins 11 РП: Birkans 5 |       | Очки: Томас Ак'язілі 20 Підб.: Vervoort 5 РП: Casero 4 |  | Палац спорту (Київ) Глядачів: 120 Судді: Milos Koljensic (MNE), Saulius Racys (SWE), Ventsislav Velikov (BUL) |

### Матч за 11-те місце
| 18 серпня 2013 21:00 | Протокол | Польща                                            | 65–80 | Росія                                                            |  | Палац спорту (Київ) Глядачів: 125 Судді: Gentian Cici (ALB), Manuel Mazzoni (ITA), Navitalai Naivalu (FIJ) |
| 18 серпня 2013 21:00 | Протокол | Рахунок за чвертями: 9-16, 23-32, 19-12, 14-20    |       |                                                                  |  | Палац спорту (Київ) Глядачів: 125 Судді: Gentian Cici (ALB), Manuel Mazzoni (ITA), Navitalai Naivalu (FIJ) |
| 18 серпня 2013 21:00 | Протокол | Очки: Ponitka 15 Підб.: Sewiol 5 РП: 3 гравці з 3 |       | Очки: Тимофій Якушин 17 Підб.: Karpenkov 11 РП: Тимофій Якушин 6 |  | Палац спорту (Київ) Глядачів: 125 Судді: Gentian Cici (ALB), Manuel Mazzoni (ITA), Navitalai Naivalu (FIJ) |

### Матч за 9-те місце
| 18 серпня 2013 18:45 | Протокол | Литва                                                                    | 82–68 | Україна                                                                           |  | Палац спорту (Київ) Глядачів: 675 Судді: Regis Bardera (FRA), Janusz Calik (POL), Christoph Rohacky (AUT) |
| 18 серпня 2013 18:45 | Протокол | Рахунок за чвертями: 15-15, 27-16, 16-22, 24-15                          |       |                                                                                   |  | Палац спорту (Київ) Глядачів: 675 Судді: Regis Bardera (FRA), Janusz Calik (POL), Christoph Rohacky (AUT) |
| 18 серпня 2013 18:45 | Протокол | Очки: Мартінас Варнас 22 Підб.: Мартінас Варнас 11 РП: Мартінас Варнас 9 |       | Очки: Святослав Михайлюк 28 Підб.: Святослав Михайлюк 11 РП: Святослав Михайлюк 5 |  | Палац спорту (Київ) Глядачів: 675 Судді: Regis Bardera (FRA), Janusz Calik (POL), Christoph Rohacky (AUT) |

### Матч за 7-ме місце
| 18 серпня 2013 14:15 | Протокол | Німеччина                                                                 | 38–51 | Туреччина                                                          |  | Палац спорту (Київ) Глядачів: 150 Судді: Tomislav Hordov (CRO), Matej Spendl (SLO), Mathieu Bayot (BEL) |
| 18 серпня 2013 14:15 | Протокол | Рахунок за чвертями: 10-7, 9-14, 9-12, 10-18                              |       |                                                                    |  | Палац спорту (Київ) Глядачів: 150 Судді: Tomislav Hordov (CRO), Matej Spendl (SLO), Mathieu Bayot (BEL) |
| 18 серпня 2013 14:15 | Протокол | Очки: Ніклас Кіель, Schmikale 8 Підб.: Ніклас Кіель 15 РП: Figge, Taras 2 |       | Очки: Фуркан Коркмаз 28 Підб.: Ülker, Фуркан Коркмаз 8 РП: Ülker 4 |  | Палац спорту (Київ) Глядачів: 150 Судді: Tomislav Hordov (CRO), Matej Spendl (SLO), Mathieu Bayot (BEL) |

### Матч за 5-те місце
| 18 серпня 2013 16:30 | Протокол | Франція                                         | 59–48 | Хорватія                                                       |  | Палац спорту (Київ) Глядачів: 200 Судді: Oskars Lucis (LAT), Nikolaos Somos (GRE), Чипріан Стойка (Румунія) |
| 18 серпня 2013 16:30 | Протокол | Рахунок за чвертями: 19-17, 16-2, 14-17, 10-12  |       |                                                                |  | Палац спорту (Київ) Глядачів: 200 Судді: Oskars Lucis (LAT), Nikolaos Somos (GRE), Чипріан Стойка (Румунія) |
| 18 серпня 2013 16:30 | Протокол | Очки: Gombauld 15 Підб.: Noua 11 РП: Ona Embo 3 |       | Очки: Skokna 12 Підб.: Драган Бендер, Mazalin 10 РП: Mazalin 4 |  | Палац спорту (Київ) Глядачів: 200 Судді: Oskars Lucis (LAT), Nikolaos Somos (GRE), Чипріан Стойка (Румунія) |

### Матч за 3-те місце
| 18 серпня 2013 18:45 | Протокол | Греція                                                                       | 78–50 | Італія                                                                   |  | Палац спорту (Київ) Глядачів: 1340 Судді: Александар Глісіч (Сербія), Benjamin Jimenez Trujillo (ESP), Yener Yilmaz (TUR) |
| 18 серпня 2013 18:45 | Протокол | Рахунок за чвертями: 22-9, 12-15, 20-8, 24-18                                |       |                                                                          |  | Палац спорту (Київ) Глядачів: 1340 Судді: Александар Глісіч (Сербія), Benjamin Jimenez Trujillo (ESP), Yener Yilmaz (TUR) |
| 18 серпня 2013 18:45 | Протокол | Очки: Георгіос Папагіанніс 22 Підб.: Георгіос Папагіанніс 11 РП: Skoulidas 5 |       | Очки: Андреа Ла Торре 22 Підб.: Андреа Ла Торре 10 РП: Андреа Ла Торре 4 |  | Палац спорту (Київ) Глядачів: 1340 Судді: Александар Глісіч (Сербія), Benjamin Jimenez Trujillo (ESP), Yener Yilmaz (TUR) |

### Фінал
| 18 серпня 2013 21:30 | Протокол | Сербія                                                   | 63–65 | Іспанія                                                                 | OT | Палац спорту (Київ) Глядачів: 1450 Судді: Клеменс Фріц (Німеччина), Sergei Beliakov (RUS), Roman Ponomarenko (UKR) |
| 18 серпня 2013 21:30 | Протокол | Рахунок за чвертями: 15-17, 18-13, 9-15, 13-10 OT: 8-10  |       |                                                                         | OT | Палац спорту (Київ) Глядачів: 1450 Судді: Клеменс Фріц (Німеччина), Sergei Beliakov (RUS), Roman Ponomarenko (UKR) |
| 18 серпня 2013 21:30 | Протокол | Очки: Rakićević 19 Підб.: Стефан Пено 10 РП: Jovanović 4 |       | Очки: Rodriguez 15 Підб.: Rodriguez 14 РП: Rodriguez, Lopez-Arosteguj 4 | OT | Палац спорту (Київ) Глядачів: 1450 Судді: Клеменс Фріц (Німеччина), Sergei Beliakov (RUS), Roman Ponomarenko (UKR) |

## Фінальна таблиця
| Місце | Команда    |
| ----- | ---------- |
|       | Іспанія    |
|       | Сербія     |
|       | Греція     |
| 4-те  | Італія     |
| 5-те  | Франція    |
| 6-те  | Хорватія   |
| 7-те  | Туреччина  |
| 8-те  | Німеччина  |
| 9-те  | Литва      |
| 10-те | Україна    |
| 11-те | Росія      |
| 12-те | Польща     |
| 13-те | Латвія     |
| 14-те | Бельгія    |
| 15-те | Чорногорія |
| 16-те | Швеція     |

|  | Кваліфіковано на чемпіонат світу з баскетболу 2014 серед 17-річних |
|  | Команда понизилася до дивізіону B у 2014 році                      |

## Символічна збірна чемпіонату
- Стефан Пено (MVP)
- Святослав Михайлюк
- Хав'єр Лопес-Аростегуй
- Мілош Глісіч
- Георгіос Папагіанніс

## Лідери за статистикою
| Позиція | Гравець            | Збірна    | Сер. |
| ------- | ------------------ | --------- | ---- |
| 1       | Фуркан Коркмаз     | Туреччина | 25,3 |
| 2       | Святослав Михайлюк | Україна   | 25,2 |
| 3       | Томас Ак'язілі     | Бельгія   | 19,9 |
| 4       | Ловро Мазалін      | Хорватія  | 18,6 |
| 5       | Мартінас Варнас    | Литва     | 16,9 |

| Позиція | Гравець              | Збірна    | Сер. |
| ------- | -------------------- | --------- | ---- |
| 1       | Анте Зізіч           | Хорватія  | 12,8 |
| 2       | Ніклас Кіель         | Німеччина | 11,0 |
| 3       | Драган Бендер        | Хорватія  | 10,8 |
| 4       | Георгіос Папагіанніс | Греція    | 10,4 |
| 5       | Ілля Карпенков       | Росія     | 9,1  |

| Позиція | Гравець         | Збірна   | Сер. |
| ------- | --------------- | -------- | ---- |
| 1       | Віталій Зотов   | Україна  | 4,9  |
| 2       | Мартінас Варнас | Литва    | 4,7  |
| 3       | Стефан Пено     | Сербія   | 4,6  |
| 4       | Драган Бендер   | Хорватія | 4,1  |
| 5       | Тимофій Якушин  | Росія    | 4,1  |